# Lorica segmentata

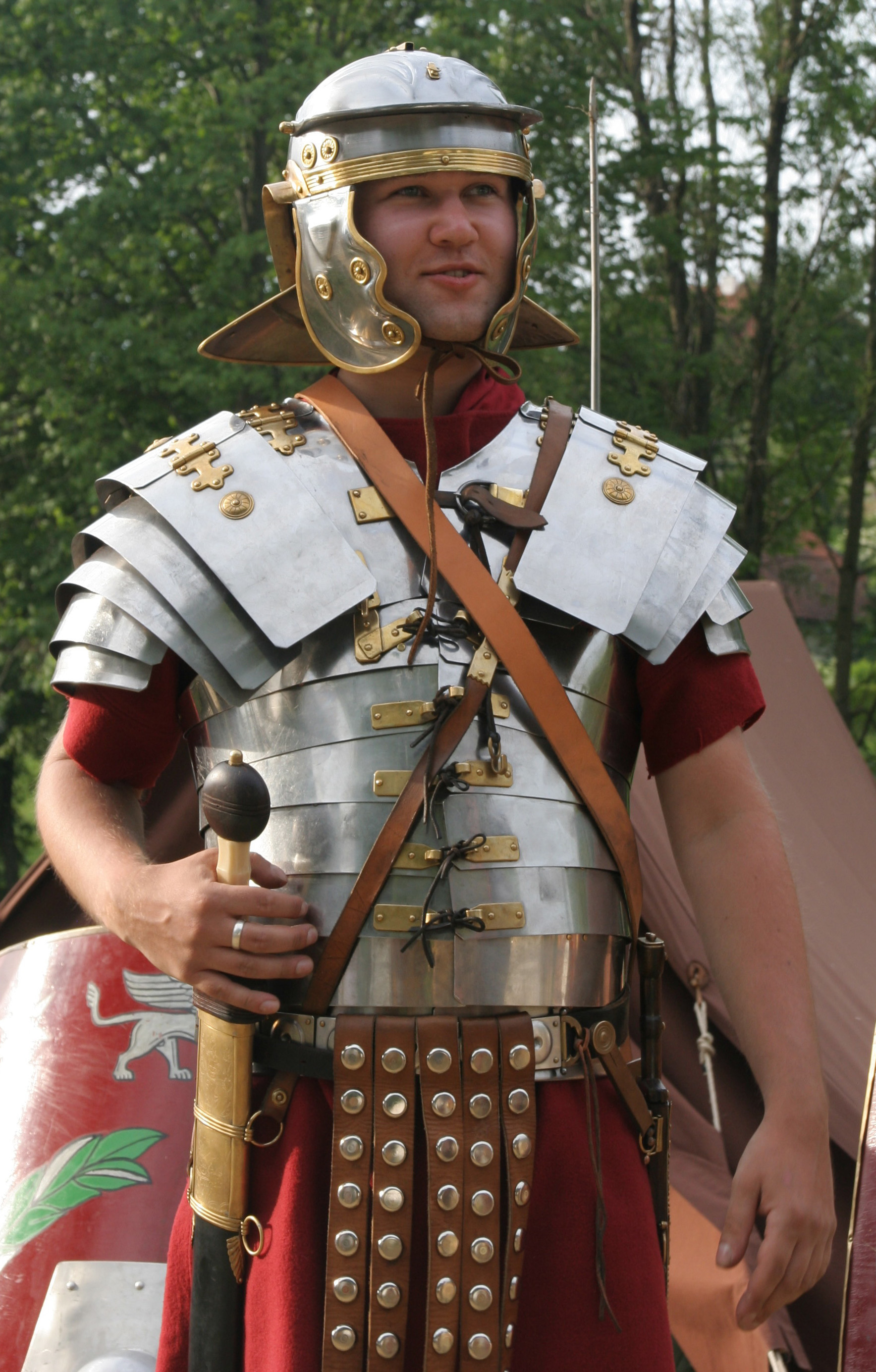
Representação de uma Lorica segmentata. Apesar de ter sido utilizada por apenas 3 ou 4 séculos durante o período Imperial, se tornou a armadura mais reconhecida utilizada pelos romanos.

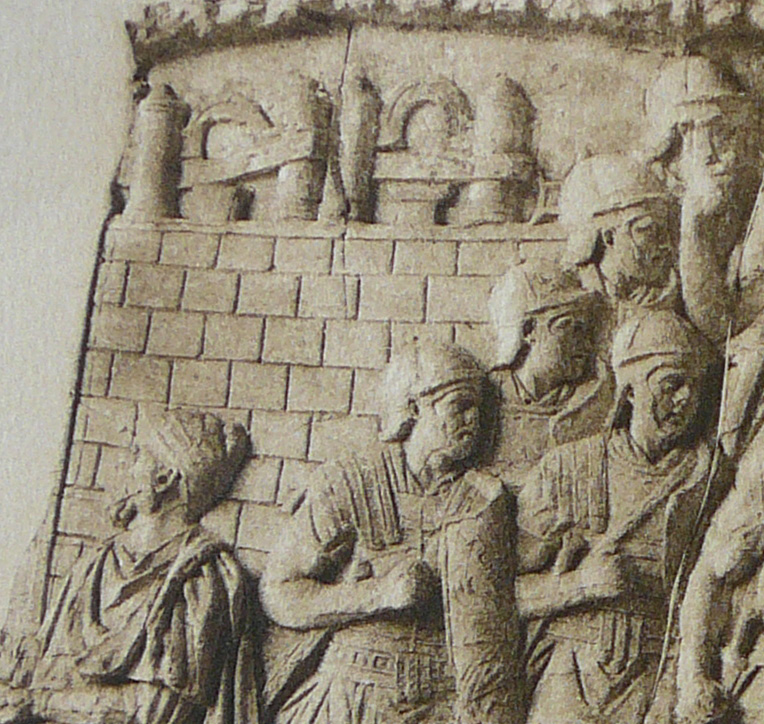
Soldados romanos representados na Coluna de Trajano, trajados de loricae segmentatae. Esta armadura passou a ser utilizada no começo do período imperial, possivelmente no final do século I da era Cristã.

Lorica segmentata ("Armadura segmentada") é uma espécie de armadura utilizada pelos legionários "rasos" e centuriões da Roma Antiga. Sabe-se que começaram a ser usadas por volta do século I ou II, mas seu nome só aparece mencionado pela primeira vez de fato no século XVI, desconhecendo-se o nome realmente atribuído a este tipo de armadura na época romana.
O nome "segmentata" faz referência aos 26 segmentos de metal que constituem a armadura, que protegem o abdómen, o tórax, as costas e os ombros. É constituída por bandas, normalmente de ferro, encaixadas umas nas outras, ligadas, por trás, por bandas de couro, chamadas antigamente de loros, ou correias de couro cru (Arnês). Por não ser uma peça inteira, é mais flexível, e proporciona a mesma proteção.
Ao longo do tempo, as armaduras evoluíram tornando-se bastante morosas e caras de fabricar. As sucessivas crises económicas pelas quais passou o Império Romano, entre os séculos II e III, levaram a que este tipo de proteção deixasse de ser produzida, deixando as tropas romanas desprotegidas, só com a cota de malha, mais barata e permeável aos golpes, facto que deixou a legião parcialmente indefesa frente os sucessivos ataques levados a cabo pelos povos bárbaros.

## Fonte
- «Lorica Segmentata» (em inglês)